# Хетино, Октавио
Октавио Хетино (исп. Octavio Getino; 6 августа 1935 — 1 октября 2012) — аргентинский кинорежиссёр, сценарист, актёр, общественный деятель. Известен учреждением совместно с Фернандо Соланосом движения Grupo Cine Liberación и провозглашением художественно-политического направления Третий кинематограф.

## Биография
Октавио Хетино родился 6 августа 1935 года в Леоне (Испания). В середине 1950-х годов эмигрировал в Аргентину. В середине 1960-х со своим товарищем Фернандо Соланосом организовал Grupo Cine Liberación, которая в 1969 году в интервью одной из кубинских газет провозгласила художественно-политическое направление Третий кинематограф, осуждающее политику неоколониализма и, в частности, модель кинопроизводства, основанную на бездумном развлечении зрителя. В этот же период они в полуподпольных условиях подготовили и выпустили четырёхчасовой документальный фильм «Час огней» (исп. Hora de los hornos), рассказывающий о волне военных переворотов, захлестнувшей Южную Америку, которые, с точки зрения авторов, были поддержаны мировым империализмом. Полковник Перон, находившийся в вынужденной эмиграции в Испании, направил молодым режиссёрам два письма, в которых поздравил с творческим успехом картины и пригласил на личную встречу. Она состоялась в 1971 году. После неё Хетино и Соланос сняли два фильма: «Перон: Хустисиалистская революция» (исп. Perón: La revolución justicialista) и «Перон: Обновление политики и доктрина захвата власти» (исп. Perón: La revolución justicialista).
После возвращения в 1973 году Хуана Перона к власти, Октавио Хетино стал цензором национального кинематографа. После смерти полковника и смещения с поста президента республики его жены и преемницы Исабель Мартинес де Перон военным правительством, Хетино выехал в Перу, где преподавал теорию кино. В 1980-х переехал в Мексику, где занимался литературной деятельностью.